# Ulrich Milde
Ulrich Milde (* 1949 in Dresden) ist ein deutscher Schauspieler und Regisseur.

## Leben und Karriere
Ulrich Milde wurde in Dresden geboren. Nach dem Abitur war er beim Hörfunksender in Dresden sowie als Regievolontär am Staatsschauspiel Dresden tätig. Ab 1972 absolvierte er ein Schauspielstudium an der Theaterhochschule "Hans Otto" Leipzig. Nach dem Diplomabschluss arbeitete er an einer Vielzahl von Theatern (u. a. am Nationaltheater Weimar, Theater Altenburg Gera sowie den Theatern Münster, Stendal, Plauen, Nordhausen) und absolvierte neben der Weiterbildung am Regieinstitut Berlin noch ein Studium der Theaterwissenschaft an der Theaterhochschule/Universität Leipzig. Als Regisseur war er u. a. an den Theatern in Berlin, Münster, Dresden, Leipzig, Saarbrücken, Dinslaken, Gera, Arnhem und St. Gallen tätig. In Gastierungen stand er u. a. auf Bühnen in Berlin, Leipzig, Chemnitz, Timisoara, Graz, Frankfurt/M., Köln, Hamburg, Stuttgart und München sowie beim Operettenfestival in Mörbisch.

## Filmografie (Auswahl)
- 1975: Looping
- 1979: Die lange Straße
- 1983: Fariaho
- 1989: Die gläserne Fackel
- 2005: Elbe
- 2009: Der Preis
- 2009: Des Teufels Nachkommen (Kurzfilm)
- 2010: Schatz Ahoi!
- 2011: Dreileben – Komm mir nicht nach
- 2013: Die Reichsgründung / Die nervöse Großmacht (Fernsehzweiteiler)
- 2014: Aktenzeichen XY ... ungelöst (Fernsehreihe)
- 2016: Babylon Berlin (Fernsehserie)
- 2017: ZDFzeit – Superbauten der Geschichte. Der Kreml (Dokumentationsreihe)
- 2018: Der Streit (Kurzfilm)
- 2018: Ella Schön – Sturmgeschwister (Fernsehreihe)
- 2018: Olaf macht Mut. Die Schubert-Show! (Fernsehshow)
- 2019: Mordkommission Calw – Schattenkrieger
- 2019: Wolfsland – Heimsuchung (Fernsehreihe)
- 2019: Ella Schön – Feuertaufe (Fernsehreihe)